# Цепеш-Воде (Констанца)
Цепеш-Воде (рум. Țepeș Vodă) — село у повіті Констанца в Румунії. Входить до складу комуни Сіліштя.
Село розташоване на відстані 169 км на схід від Бухареста, 44 км на північний захід від Констанци, 110 км на південь від Галаца.

## Населення
За даними перепису населення 2002 року у селі проживали 786 осіб, усі — румуни. Усі жителі села рідною мовою назвали румунську.